# Oblivion (película de 2013)
Oblivion (titulada Oblivion: el tiempo del olvido en Hispanoamérica) es una película de ciencia ficción dirigida y coproducida por Joseph Kosinski. Está protagonizada por Tom Cruise, Olga Kurylenko, Andrea Riseborough, Morgan Freeman, Melissa Leo y Nikolaj Coster-Waldau. El lanzamiento de la película estaba previsto en Estados Unidos para el 10 de julio de 2013, pero tras el anuncio del reestreno de Jurassic Park en 3D el 19 de julio de 2013, la película vio la luz tres meses antes, el 19 de abril de 2013. Fue estrenada en Europa y otros países el 10 de abril de 2013. Recibió generalmente críticas mixtas a positivas
La película se estrenó también de manera exclusiva una semana antes para los cines IMAX.

## Argumento
Año 2077. Hace más de sesenta años la Tierra fue atacada por extraterrestres llamados carroñeros, que inicialmente destruyeron la Luna. La humanidad ganó la guerra, pero la mitad del planeta quedó destruida debido a terremotos y maremotos, todos los seres humanos sobrevivientes fueron evacuados a Titán, una de las lunas de Saturno, ya que se tuvieron que usar los arsenales nucleares durante la guerra dejando a la Tierra contaminada y en ruinas.
Jack Harper (Tom Cruise), un antiguo comandante de la NASA y actualmente técnico de drones, vive con Vika Olsen (Andrea Riseborough) en una plataforma espacial, donde ambos trabajan, por medio de tecnología muy avanzada, monitorizando los cielos. Él también patrulla todos los días la destruida Tierra en su aeronave, parecida a un helicóptero, para reparar los drones de combate, que protegen las regiones desérticas y los generadores de energía (hidroplataformas) contra los carroñeros alienígenas, e informa de sus avances a sus superiores en el Tet (una especie de estación espacial en órbita terrestre). Jack y Vika llevan una existencia idílica, amándose; sin embargo, a Jack le llegan destellos de recuerdos en sueños de antes de la guerra, donde aparece una bella y desconocida joven en la plataforma de observación del Empire State, lo cual le resulta incomprensible. Jack colecciona artefactos del pasado de la humanidad antes de la guerra, que encuentra ocasionalmente. 
Su vida da un cambio repentino cuando una noche, después de que los carroñeros destruyeran un generador de energía que absorbe el agua de los océanos para producir hidrógeno. Jack viaja para tratar de descubrir lo que pasa y reportar al Tet que los carroñeros habían dejado una bomba en el agua para que pudiera ser absorbida por ellos. Descubre que han estado usando la antena del Empire State para transmitir las coordenadas de una región aislada al espacio exterior. Mientras se toma un descanso en su refugio secreto junto a un lago, escucha el sonido de una explosión en el horizonte y, creyendo que se trata del derribo de otra de sus hidroplataformas, Jack se lanza de nuevo a investigar, sólo para encontrar humanos en cámaras de estasis. Aquí rescata a Julia Rusakova (Olga Kurylenko), quien resulta ser la desconocida mujer de sus sueños, quien se encontraba en una nave espacial llamada Odyssey, que cae a la Tierra después de orbitarla durante más de sesenta años. 
La joven era la única superviviente de la tripulación de su nave (la cual murió a causa de un ataque deliberado de los drones) y es llevada por Jack a la Torre 49. de vuelta en la torre Jack y Vika le cuentan lo ocurrido y Julia desea recuperar la caja negra de la nave, Vika se pone instintivamente celosa. Jack la acompaña pero son capturados por los carroñeros, quienes los llevan a su cuartel general en el complejo de montaña Raven Rock. el líder de los carroñeros Malcom Beech (Morgan Freeman) le dice a Jack la verdad y resulta que los carroñeros son en realidad humanos supervivientes, además quiere que les ayude a destruir el Tet mediante un dron reprogramado y armado con un dispositivo nuclear potenciado por pilas de combustible robadas (que Jack y Vika habían estado buscando a raíz de varios drones derribados). Jack inicialmente se niega y recalca que su memoria había sido borrada como medida de seguridad en caso de que fuera capturado. Haya los libera y les indica ir a una de sus "zonas de radiación" prohibidas para buscar la verdad.
De regreso a la torre 49, Jack y Julia se detienen en los restos del Empire State Building, donde Julia le confiesa que ella es su esposa y que ella, Jack y Vika formaban parte de la tripulación de la nave en la que ella viajaba, que se dirigía a Titán y que la nave fue desviada para investigar el Tet. Jack luego recuerda que le propuso matrimonio allí, inicialmente no le cree pero al recordar la matanza perpetrada por los drones, lo acaba haciendo y se abraza a Julia, momento en el cual aparece la nave de Jack pilotada por control remoto por Vika, la cual lo ve y se siente traicionada. Emprenden el viaje de vuelta a la torre pero al llegar, Vika le niega la entrada y comunica a Sally (Melissa Leo), su jefa en el Tet, que "no son un equipo eficaz", tras lo cual se activa un dron que estaba escondido en el interior de la torre y que mata a Vika de un disparo. Luego intenta matar a Jack, pero es destruido por un disparo hecho por Julia desde la nave. Sally contacta con Jack y le expresa sus condolencias por la muerte de Vika, caracterizándola como un accidente. Jack recalca que había sido un asesinato y escapa con Julia en la nave burbuja siendo perseguido por varios drones, en una huida por el aire a través de las calles fosilizadas de una antigua ciudad, que acaba con la nave derribada y estrellada en una de las "zonas de radiación". 
Jack y Julia sobreviven ocultándose tras una colina. Allí arriba el técnico 52 en una nave, quien resulta ser un clon exacto de Jack, quien revisa la nave dañada. El Jack 52, al ver a Julia, comienza a experimentar las mismas visiones que el Jack 49. En la pelea que surge entre ambos clones, Julia resulta herida, Jack 49 deja fuera de combate a su clon y le roba su nave para conseguir suministros médicos en la torre 52. Allí se encuentra con un clon exacto de Vika Olsen, Jack toma un botiquín y regresa con Julia. Con Julia recuperada, Jack y ella regresan con los humanos, donde Malcom le revela que el Tet es la fuerza invasora y que está secando los océanos de la tierra con el fin de extinguir a la raza humana, de extraer energía para sí misma, donde él es un clon del Jack Harper original (el cual obviamente está muerto) y que Sally es solo una imagen generada por ordenador (identidad que robó de interceptar las comunicaciones) para comunicarse con los técnicos/clones en la Tierra. 
Escondidos en el refugio, Jack empieza a comprender por qué el Tet mató a Vika, ya que al ser él y Julia; marido y mujer, formarían un equipo más eficaz y con posibilidad de descendencia, por lo que Jack deduce que Sally quiere a Julia para clonarla. Cuando la resistencia está a punto de lanzar el dron reconfigurado con la pila nuclear, aparecen varios drones que habían estado siguiendo el ADN de Jack hasta el escondite de la resistencia y empiezan a atacarlo, destruyendo el dron y matando a varios humanos en el proceso. Jack y Julia, junto con Sykes (segundo al mando de la resistencia) consiguen destruir el dron enemigo. Sin el dron no pueden realizar el ataque al Tet, pero Julia convence a Jack de acompañarle ya que el Tet considera que, al ser Jack y Julia pareja, los clones de ambos serían más eficaces que los de Jack con Vika, y de paso eliminar el "defecto de fábrica" que había sido Jack 49 (ya que todas las generaciones de clones a partir del 49 o anterior a él tenían las mismas visiones). Jack introduce a Julia en la cápsula de hibernación y pone rumbo al Tet en la órbita terrestre. 
Durante el camino, escucha la última transmisión de la nave Odyssey en 2017 (sesenta años atrás, momento en que la tierra fue atacada), en la cual se escucha a sí mismo y a Vika (o al menos los originales) eyectando del módulo de sueño y siendo abducidos por el Tet. Jack informa a Sally de sus intenciones: entregar a la superviviente (Julia) como le habían ordenado y su jefa le da autorización para entrar. A medio camino de su objetivo entra en la sala donde se hallan todos los clones en estasis tanto de Vika como de él. Es interceptado por dos drones enviados por Sally, la cual sospecha que es una trampa y amenaza con matar a Jack si no le dice la verdad. Jack se reafirma diciendo que es la única manera de que Julia sobreviva y es escoltado hasta el núcleo central donde descubre que Sally no es más que un superordenador inteligente alienígena. Ahora en el interior del Tet, Jack abre la cámara de hipersueño y le da a entender a Sally que le ha tendido una trampa, ya que en el interior de la cápsula no estaba Julia, sino Malcom, el cual posee la pila de combustible nuclear. Jack y Malcom detonan las células de combustible sacrificándose antes de que los drones los atrapen, destruyendo el Tet en el proceso y dejando fuera de combate a los drones en tierra.
Después de tres años, Julia tiene una niña y las dos viven en una casa cerca del escondite de Jack, cerca de un lago. Como nuevo líder de la resistencia humana, Jack 52 los dirige hasta que se reencuentra con Julia y empieza una nueva vida.

## Reparto
- Tom Cruise es el Comandante Jack Harper, uno de los pocos habitantes de la Tierra.[10]
- Olga Kurylenko es Julia Rusakova.
- Andrea Riseborough es Victoria Vika Olsen.
- Nikolaj Coster-Waldau es Sykes, un inteligente y atlético experto militar.
- Morgan Freeman es Malcolm Beech, un líder de la resistencia terrestre.[11]
- Melissa Leo es Sally.
- Zoë Bell es Kara.

## Producción

### Desarrollo
Kosinski buscaba adaptar al cine su novela gráfica, escrita junto con Arvid Nelson. Disney, que había producido el anterior film de Kosinski, Tron: Legacy, adquirió los derechos de rodaje en agosto de 2010. La productora deseaba que la película fuera apta para todos los públicos, siguiendo con su tradición de películas familiares. Tal valoración supondría una limitación creativa para Kosinski, por lo que rechazó la oferta de los estudios, que pusieron en venta los derechos de la película. Consecuentemente, Estudios Universal, que había pujado antes por los derechos originales, los compró entonces y autorizó una versión no recomendada para menores de trece años.
El guion de la película fue escrito por William Monahan y su revisión la llevó a cabo Karl Gajdusek. Cuando la película pasó a manos de los Estudios Universal, Michael Arndt escribió la versión final de la película. Los estudios Universal se mostraron encantados con el guion, llegando a decir que «es uno de los más bonitos que hemos escrito nunca».

### Rodaje
Tom Cruise aceptó el papel para la película el 20 de mayo de 2011, tras haber permanecido en contacto con los productores. Para el otro papel protagonista, se pensó en cinco actrices, que se presentaron al casting el 27 de agosto de 2011. Estas fueron Jessica Chastain, Olivia Wilde, Brit Marling, Noomi Rapace y Olga Kurylenko. Más tarde se anunció que Chastain sería protagonista de uno de los dos papeles femeninos en la película. Sin embargo, fue contratada por Kathryn Bigelow para su futura película, entonces sin nombre (posteriormente titulada La noche más oscura). En enero de 2012 se desmarcó del proyecto de Oblivion y el papel se otorgó a Kurylenko. Para el otro papel, se pensó en tres actrices: Hayley Atwell, Diane Kruger y Kate Beckinsale. Las tres acudieron a Pittsburgh para la prueba de selección con Cruise, quien estaba rodando Jack Reacher. Finalmente, el papel fue asignado a Andrea Riseborough. Melissa Leo fue contratada después.
El rodaje comenzó en Luisiana el 19 de marzo de 2012. Las localizaciones incluyen Baton Rouge, donde se rodó durante un mes; y Nueva Orleans, ciudad donde se filmó del 26 de marzo de 2012 hasta el 10 de abril del mismo año.
La cámara utilizada fue un modelo Sony CineAlta F65.